# Theodor Ziegler (Maler)
Friedrich Bernhard Theodor Ziegler (* 1830 in Berlin; † 4. Dezember 1914 in Berlin-Friedenau) war ein deutscher Porträt-, Genre- und Historienmaler.

## Leben
Ziegler kam aus Berlin und besuchte dort ab 1845 die Kunstakademie, wo ihn Eduard Daege, Wilhelm Herbig und Heinrich Dähling unterrichteten. Anfang der 1850er beschäftigte die Akademie ihn als „remunerierten Eleven“ mit der Beaufsichtigung unterer Klassen. Als Schüler der Malklasse wurde er 1854 mit einer Geldprämie ausgezeichnet. Die Berliner Akademie-Ausstellung beschickte er seit 1856. In den Jahren 1893 bis 1910 war er auf der Großen Berliner Kunstausstellung vertreten.
Ziegler lebte in Charlottenburg und galt als führender Porträtmaler Berlins. Er schuf Bildnisse Wilhelms I., darunter als Auftragsarbeit auch ein Staatsporträt des preußischen Königs und deutschen Kaisers in Krönungsmantel und mit Krönungsinsignien. Ein Bildnis Friedrichs III., das Ziegler für das Oberlandesgericht Königsberg gemalt hatte, erwarb Wilhelm II. 1890 zur Ausstattung des Berliner Schlosses.
Der Kunsthistoriker Adolf Rosenberg rezipierte Ziegler 1879 nach Gottlieb Biermann, Paul Bülow, Fritz Hummel und Paul Spangenberg sowie neben Julius Grün, Adolf Jebens, Otto Knigge und Anton Weber als einen der besten Porträtisten der Berliner Malerschule.